# Mekani biskvit
Mekani biskvit je vrsta prehrambenog proizvoda, srodnog keksu.
Pravi ga se od jaja, žumanjak i/ili bjelanjaka, ili od odgovarajuće količine proizvoda od mlinskih proizvoda, šećera, jaja i/ili škroba i dopuštenih aditiva.
Razlikuje se od običnog biskvita po tome što se ovdje dodaje masnoća.